# 乌须弗
乌须弗，渤海国官员，乌氏。
渤海文王大钦茂大兴三十六年（唐代宗大曆八年、日本寶龜四年、773年）夏，因前遣日本使壹万福等迟迟未归，于是渤海王再派他出使日本，六月，同行四十人至能登登陆。日本朝廷以所携国书不合例，渤海王自称天孙，与日本光仁天皇以舅甥相称，拒绝乌须弗入平城京。后申明渤海、日本往来聘问如兄如弟。于是获准入京，并约定再访时取道筑紫城。